# NGC 734
NGC 734 é uma galáxia espiral barrada (SB0-a) localizada na direcção da constelação de Cetus. Possui uma declinação de -17° 04' 47" e uma ascensão recta de 1 horas, 54 minutos e 57,2 segundos.
A galáxia NGC 734 foi descoberta em 1886 por Frank Leavenworth.